# Bene Berak
Bene Berakⓘ (hebr. בני ברק; arab. بني براك; ang. Bnei Brak; pol. dosł. Synowie Pioruna) – miasto położone w Dystrykcie Tel Awiwu w Izraelu. Leży na nadmorskiej równinie Szaron w zespole miejskim Gusz Dan.

## Położenie

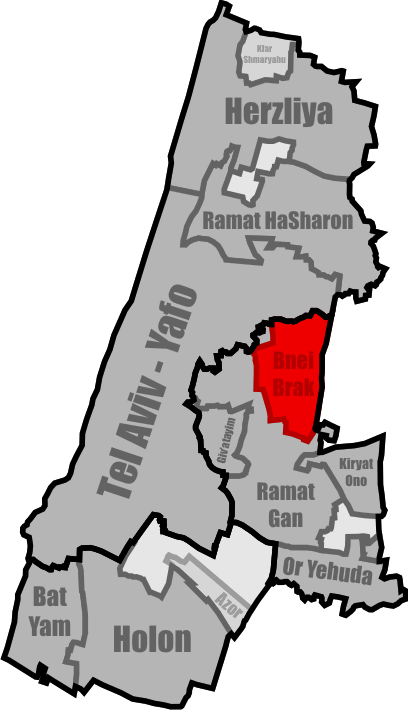
Lokalizacja Bene Berak w metropolii Gusz Dan

Bene Berak jest położony na kontynencie azjatyckim, na wschodnim wybrzeżu Morza Śródziemnego 32°05′25″N 34°50′23″E/32,090278 34,839722. Miasto leży na nadmorskiej równinie Szaron, na historycznej drodze lądowej łączącej Europę, Azję i Afrykę.
Z powodu rozwoju Tel Awiwu i obszaru metropolitalnego Gusz Dan, nie istnieją wyraźne granice pomiędzy Bene Berak a położonym na zachodzie Tel Awiwem. Bene Berak jest położony w odległości 54 km na północny zachód od Jerozolimy i 96 km na południe od Hajfy. Graniczy od północy z Tel Awiwem, od zachodu i południa z Ramat Gan, od wschodu z Giwat Szemu’el i Petach Tikwa.

### Podział administracyjny
W mieście daje się zauważyć wyraźny podział na dwie części: północną część oraz dzielnice boczne zamieszkuje populacja świecka, podczas gdy centrum miasta jest prawie całkowicie religijna. Miasto posiada liczne osiedla mieszkaniowe: Pisgat Rachel, Tel Giborim, Kiryat Herzog, Pardes Katz, Jesodot, Giwat Rokah, Giwat Sokolow, Ha-Po'el Ha-Mizrachi, Ganei Gad, Or Hahayim, Ramat Aharon, Har Shalom, Kiryat Ha-Yeshiva, Ramat Elhanan, Kiryat Nadvorna, Neve On i inne.

## Środowisko naturalne
Podczas rozbudowy miasta teren został wyrównany i obecnie obszar Bene Berak jest płaski, nie ma tutaj żadnych większych różnic wysokości.
W mieście znajduje się kilka parków: park Giwat Ha-Zetim, ogród Hazani, ogród Szapira, ogród Akiwa Gur, ogród Ha-Banim i inne.

### Klimat
Bene Berak ma klimat śródziemnomorski, który charakteryzuje się gorącymi i wilgotnymi latami oraz chłodnymi i deszczowymi zimami. Wiosna rozpoczyna się w marcu, a w drugiej połowie maja rozpoczyna się lato. Średnia temperatura latem wynosi 26 °C, a zimą 12 °C (średnia z lat 1988–2000). Opady śniegu są rzadkością, ale zdarza się spadek temperatury do 5 °C. Największe opady deszczu występują pomiędzy październikiem a kwietniem. Suma rocznych opadów atmosferycznych wynosi 530 mm.

## Demografia
Przy niewielkiej swojej powierzchni, zgodnie z danymi Izraelskiego Centrum Danych Statystycznych w 2009 roku w mieście żyło 154,7 tys. mieszkańców, co powoduje, że Bene Berak jest najgęściej zaludnionym miastem Izraela (21 068 osób/km²). 98,5% populacji stanowią Żydzi, a 1,5% inne narodowości.
Populacja miasta pod względem wieku:
| Wiek (w latach) | Procent populacji w % |
| --------------- | --------------------- |
| 0-4             | 14,6%                 |
| 5-9             | 12,6%                 |
| 10-14           | 12,3%                 |
| 15-19           | 11,2%                 |
| 20-29           | 15,1%                 |
| 30-44           | 12,7%                 |
| 45-59           | 11,6%                 |
| ponad 60        | 9,9%                  |

Źródło danych: Central Bureau of Statistics.

## Historia

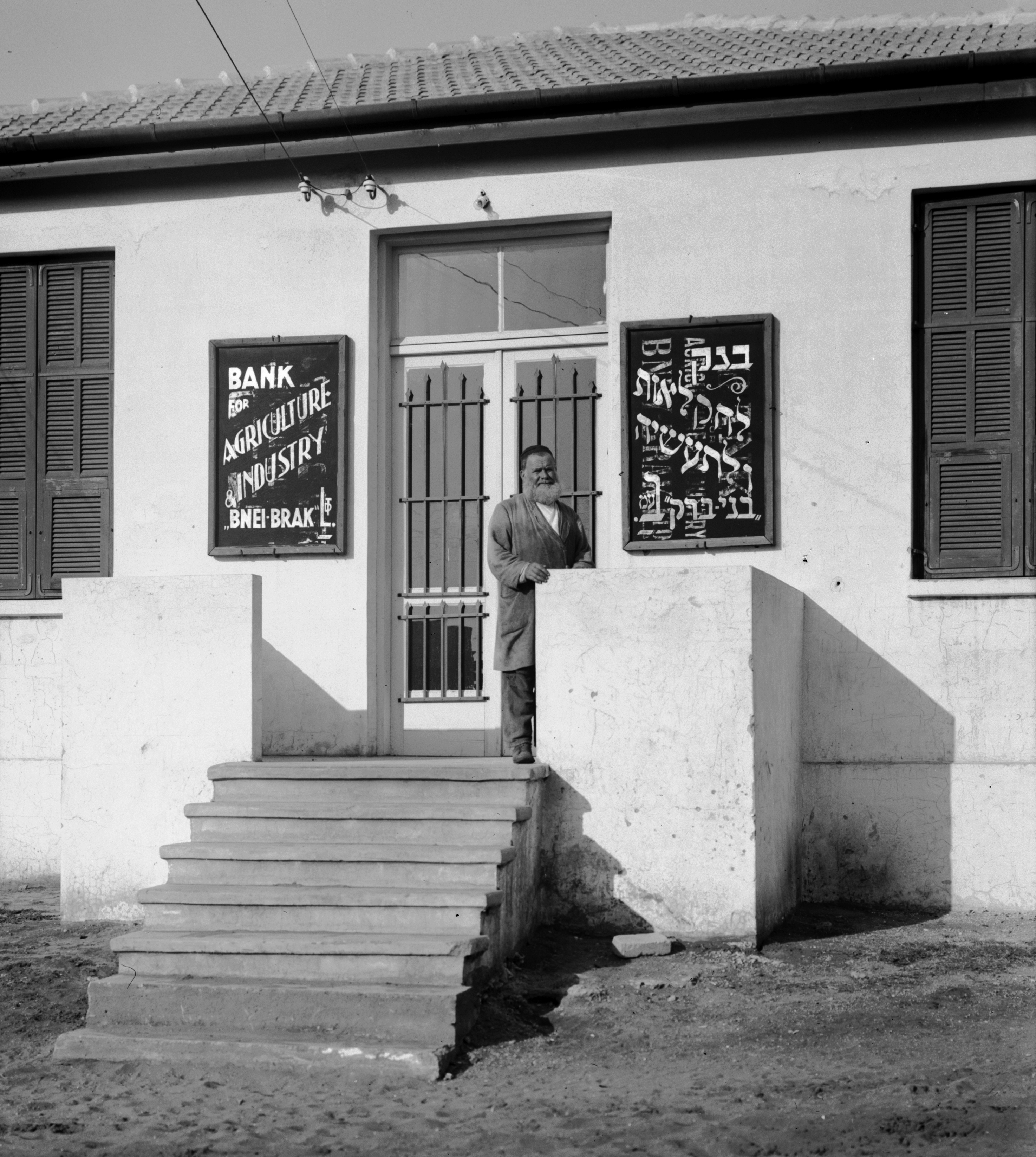
Bank w kolonii syjonistycznej Bene Berak

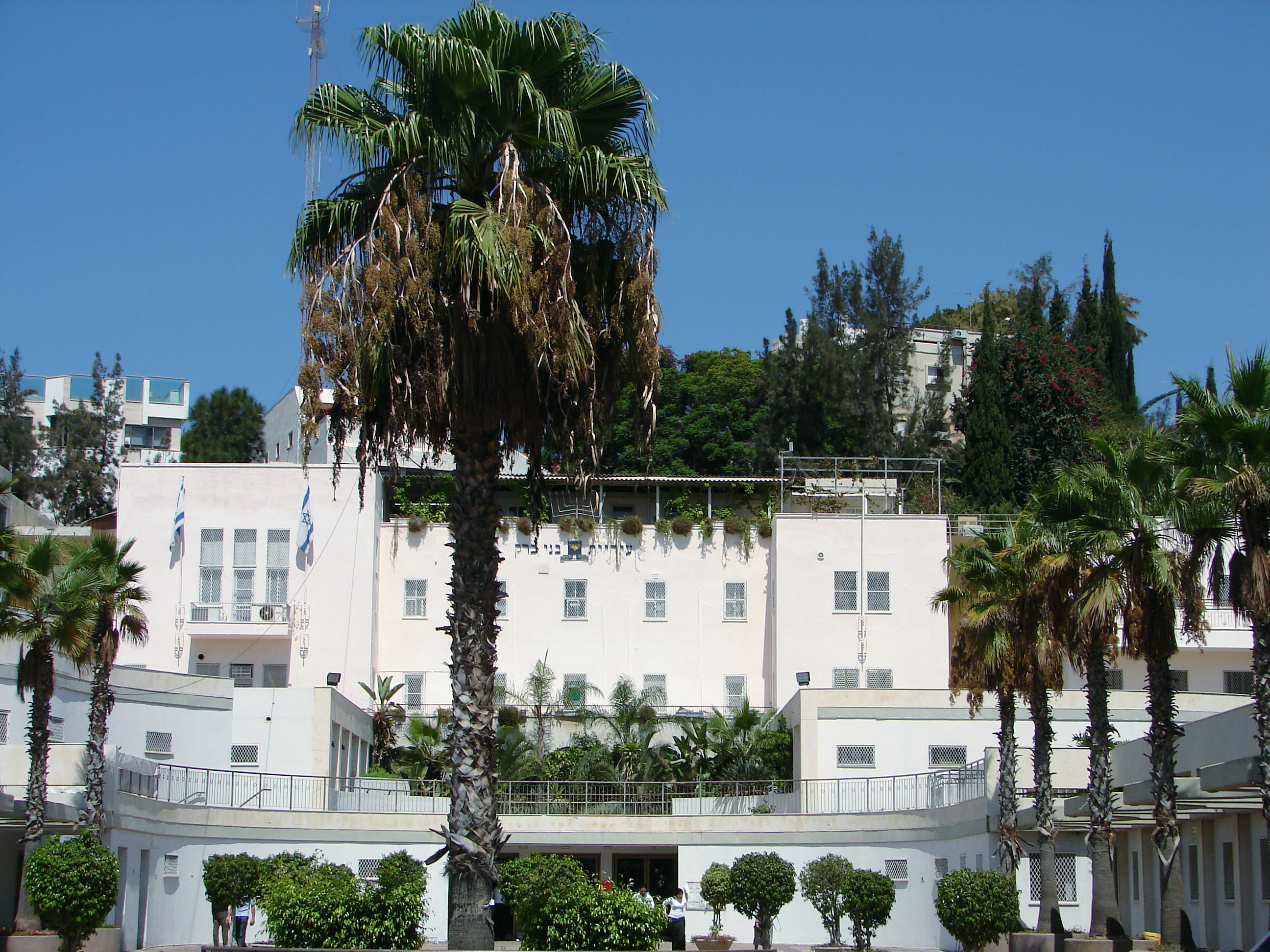
Urząd miejski w Bene Berak

Talmud wymienia Bene Berak jako siedzibę rabina Akivy ben Josefa (Sanhedrin 32 b).
Po zniszczeniu podczas powstania Bar-Kochby, w miejscu tym przez stulecia istniała arabska wieś Ibn Ibraq, przemianowana później na al-Khayriyya. Podczas wojny domowej w Mandacie Palestyny w dniu 25 kwietnia 1948 wieś została zniszczona, a jej mieszkańcy deportowani. Obecnie w tym miejscu znajduje się miejskie wysypisko śmieci Hiriya.
Współczesna osada została założona w 1924 w odległości 4 km na południe od lokalizacji starożytnego miasta. Założycielami była grupa polskich chasydów, na czele których stał Rabbi Yitzchak Gerstenkorn.
Rozwojowi miasta sprzyjało osiedlenie się tutaj słynnego ortodoksyjnego rabina Avrahama Yeshaya Karelitza (1878-1953), który pochodził z Rosji (z terenów obecnej Białorusi). Z powodu jego obecności osiedliło się tutaj wielu religijnych Żydów. W latach 1936–1986 funkcję naczelnego rabina Bene Berak pełnił Yaakov Landau, który włożył wiele wysiłku w rozwój miasta jako ważnego ośrodka życia religijnego Żydów. Innymi znanymi tutejszymi rabinami byli: Eliyahu Eliezer Dessler (1892-1953), Yaakov Yisrael Kanievsky (1899–1985), Yosef Shlomo Kahaneman (1886-1969) i Elazar Menachem Mann Shach (1898-2001). Mieszkańcy Bene Berak posiadali niewielką ilość ziemi uprawnej i z tego powodu osada zaczęła rozwijać się w kierunku miejskim. W 1950 Bene Berak otrzymało prawa miejskie.

### Nazwa
Bene Berak jest jednym z miast wymienianych przez biblijną Księgę Jozuego 19:45

...Jehud, Bene-Berak, Gat-Rimmon...

## Polityka
W 2006 r. podczas wyborów parlamentarnych w Bene Berak 89% głosów zdobyły partie religijne heredi, a 7% zdobyły inne partie religijne. Bene Berak jest rządzony przez Radę Miejską, która jest wybierana na pięcioletnią kadencję na drodze bezpośrednich proporcjonalnych wyborów. Prawo wyborcze posiadają wszyscy izraelscy obywatele posiadający co najmniej 18 lat życia i mieszkający co najmniej jeden rok w mieście.
Miejskie władze samorządowe są odpowiedzialne za świadczenia socjalne, programy społeczne, infrastrukturę publiczną, urbanistykę, edukację, kulturę, turystykę i inne lokalne sprawy.
Kolejni burmistrzowie miasta:
- Yitzchok Gerstenkorn
- Moshe Begno
- Reuven Aharonovich
- Shimon Soroka
- Yitzchok Meir
- Shmuel Weinberg
- Moshe Irenstein
- Yerachmiel Boyer
- Mordechai Karelitz
- Yissochor Frankenthal

## Oświata i nauka
Z licznych szkół znajdujących się w mieście można wymienić: Lappidot, Ohalei Eliezer School, Mekor Haim, Tohelet, Kiryat Herzog, Uziel, Jesodot, Or Hahaim, Komemiyout, Bet Ja’akow, Mizrachi, Ma’as, Tehila, Yavne, Aliyot i inne. Szkołami religijnymi są: Talmud Tora Ohel Sara Beit Yishai, Talmud Tora Or David, Nitsan Religious School, Slovodka Jeshiva i wiele innych.
W mieście znajdują się liczne religijne ośrodki edukacyjne: Beit Hakneset Chabad, Beit Kneset Chabad, Chabad of Bnei Brak, Chabad of Pardes Katz, Chabad of Shikun Hay, Colel Avrechim Torah Ohr, Colel Erev – Ner Chamesh, Merkas Gutnik-Kollel Chabad Kollel Tiferet Menachem, Sifriyat Heichal Menachem – Bnei Brak, Talmud Torah Chabad oraz Yeshiva Ketana.

## Religia

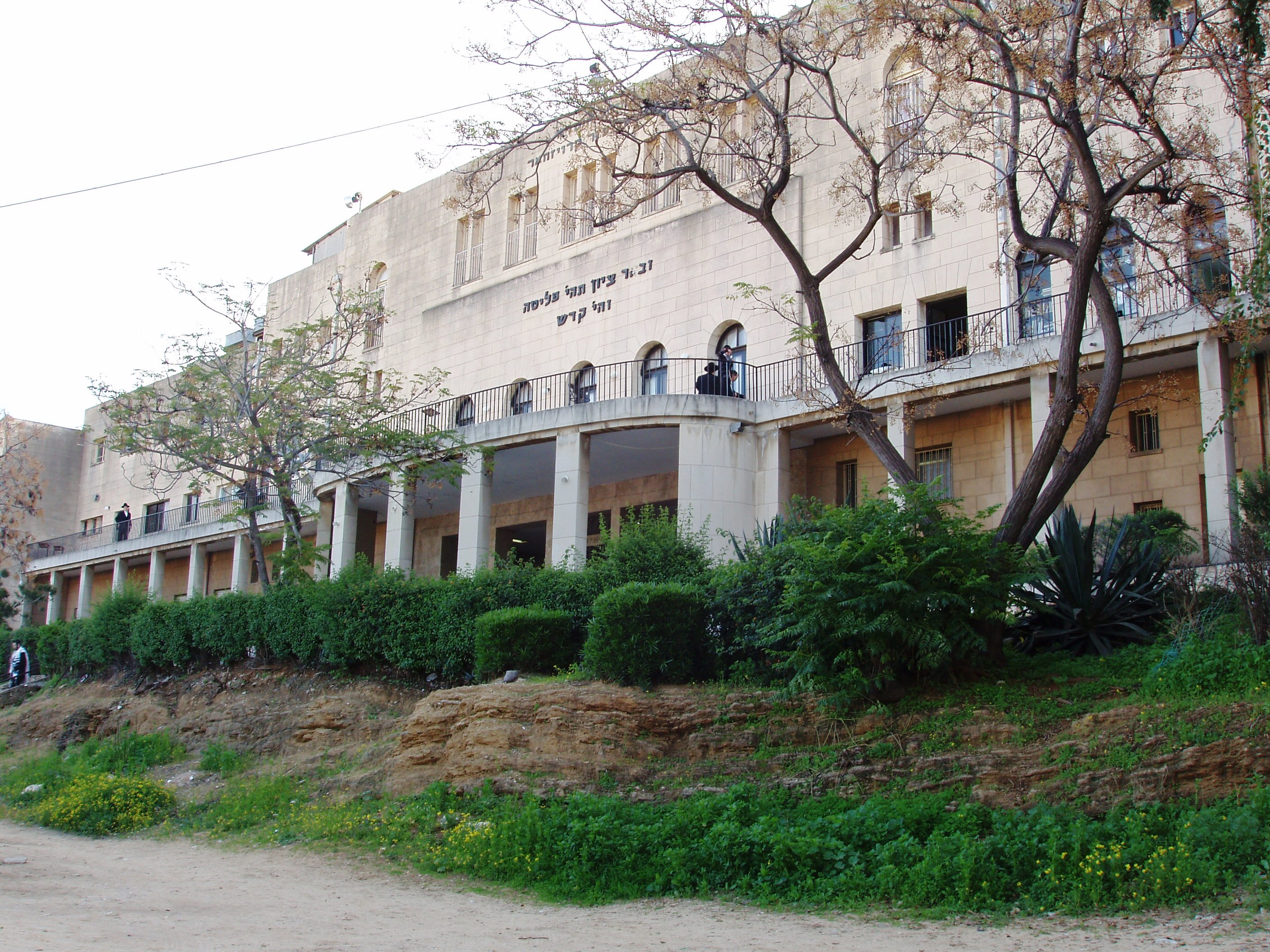
Jesziwa Ponevez w Bene Berak

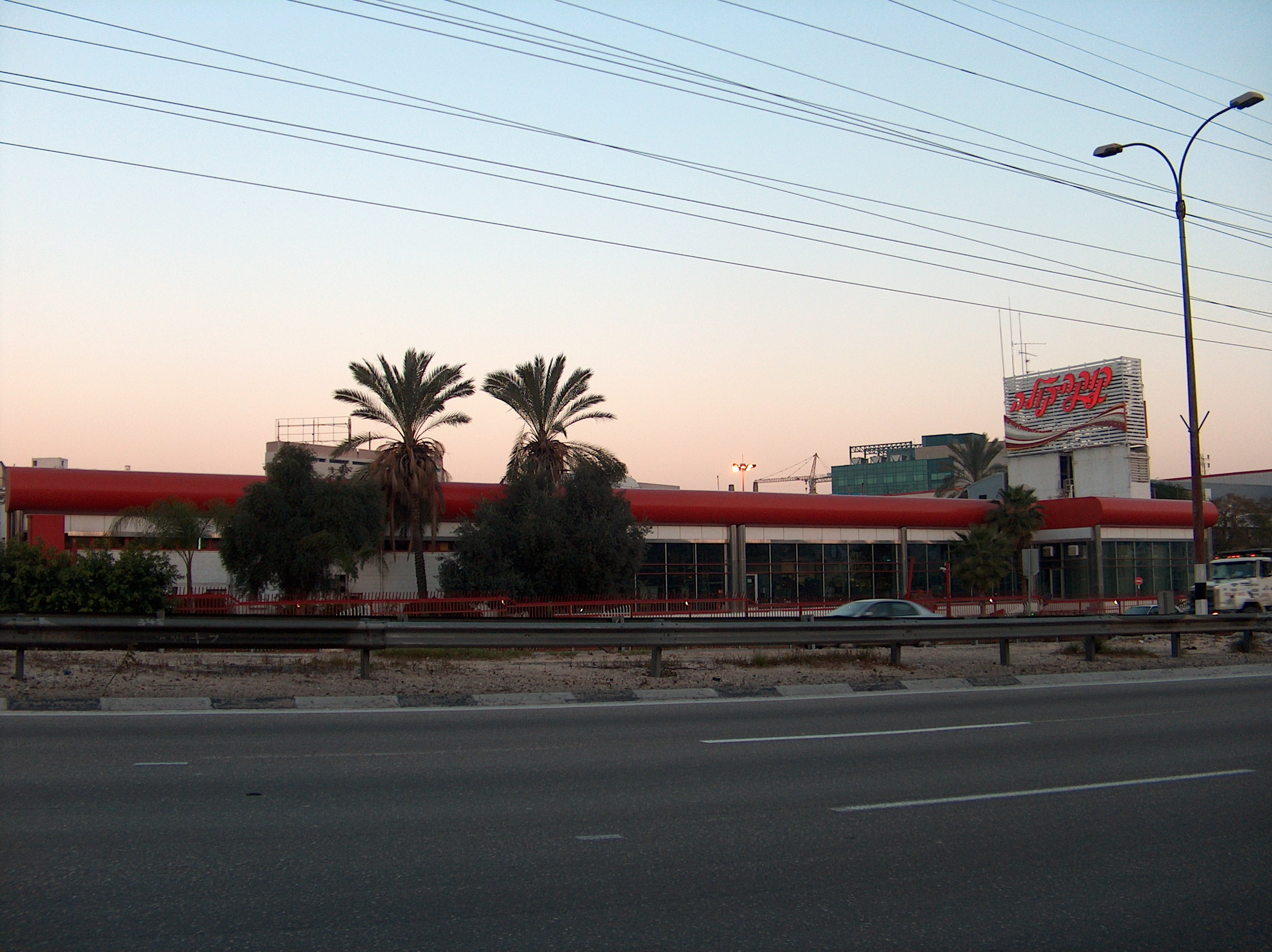
Zakład Coca-Coli w Bene Berak

Pierwotnie w mieście mieszkali religijni Żydzi wywodzący się ze środowisk syjonistycznych, jednak obecnie są to ultraortodoksi (heredim) oraz chasydzi.
Najsłynniejszymi współczesnymi rabinami są: Aharon Leib Shteinman (ur. 1912 na Litwie), Nissim Karelitz, Shmuel Wosner (ur. 1913 w Austrii), Chaim Kaniewski i Michel Yehuda Lefkowitz.
Bene Berak jest główną siedzibą ruchu chasydzkiego. Na początku lat 50. rabin Chaim Meir Hager z dynastii Vischnitzer, założył w jednej z dzielnic swoją główną siedzibę. Obecnie jest ona dworem jego syna, rabina Moshe Yehoshuy Hagera. W latach 60. rabini z chasydzkiej dynastii Ruzhin przenieśli się do Bene Berak z Tel Awiwu. W latach 90. przyjechała tutaj za nimi dynastia z Modrzyc i Ger. W mieście mieszkają także liczni rabini z innych mniejszych rodów chasydzkich.

## Gospodarka
Swój rozwój gospodarczy miasto zawdzięcza głównie rozlewni Coca-Coli, która działa w Izraelu od 1968 r. Zakład znajduje się w grupie dziesięciu największych zakładów produkcyjnych Coca-Coli na świecie. W Bene Berak ma swoją siedzibę także największy w Izraelu koncern produkujący żywność – Osem. Został on założony w 1942 r., a pierwszy zakład produkcyjny w Bene Berak powstał w 1946 r. W 1995 r. Osem nawiązał współpracę z międzynarodowym koncernem Nestlé i obecnie jego towary stanowią 50% produkcji zakładów Osem. Ponadto w mieście rozwinął się przemysł elektroniczny, informatyczny, precyzyjny, włókienniczy, chemiczny, papierniczy, szklarski oraz materiałów budowlanych.

## Transport
Wzdłuż wschodniej granicy miasta przebiega autostrada nr 4  (Erez – Kefar Rosz ha-Nikra). Przez północną część miasta przebiegają drogi nr 482  i 481 , którymi jadąc na zachód dojeżdża się do miast Ramat Gan i Tel Awiw oraz autostrady nr 20  (Riszon le-Cijjon – Riszpon).
Transport miejski w Bene Berak jest obsługiwany tylko przez autobusy. Będąc częścią aglomeracji miejskiej Gusz Dan, wszystkie linie autobusowe wychodzą poza granice miasta, tworząc dogodne połączenia z sąsiednimi miastami.
W północnej części miasta znajduje się stacja kolejowa Bene Berak, która jest obsługiwana przez Rakewet Jisra’el. Pociągi z Bene Berak jadą do Jerozolimy, Bet Szemesz, Lod, Tel Awiwu, Petach Tikwa, Kefar Sawy i Riszon le-Cijjon.

## Miasta partnerskie
- Brooklyn, Nowy Jork, USA
- Lakewood, New Jersey, USA